# Heume-l'Église

Heume-l'Église este o comună în departamentul Puy-de-Dôme, Franța. În 1 ianuarie 2022 avea o populație de 113 de locuitori.